# О’Брайен, Дейдра
Дейдра О’Брайен (англ. Deirdre O'Brien; род. 1966) — американский топ-менеджер и бизнес-леди. Старший вице-президент по ретейлу (Apple Store) и управлению персоналом, подчиняющийся гендиректору Тиму Куку корпорации Apple Inc (с апреля 2019 года).

## Биография

### Образование
О’Брайен получила степень бакалавра в области управления операциями в Университете штата Мичиган. А затем, степень магистра делового администрирования в Университете штата Калифорния в Сан-Хосе.

### Карьера
Дейдра пришла в Apple в 1988 году, и является ветераном — проработав в Apple более 35 лет. Она сыграла ключевую роль в выпуске всех продуктов компании за последние 20 лет.
В 2010-х годах она работала в Apple вице-президентом по всемирным продажам и операционной деятельности.
Затем в июле 2017 года было объявлено, что с осени 2017 года она займёт пост вице-президента по кадрам с прямым подчинением гендиректору Тиму Куку, и будет руководить всеми аспектами кадровой политики, включая развитие талантов, поиск новых сотрудников, выплату премий и заработной платы, поддержку бизнеса, а также управление Университетом Apple — в котором повышают свой образовательный уровень и обмениваются опытом сотрудники компании.
С апреля 2019 года Дейдра заняла пост старшего вице-президента по персоналу и розничной торговле (Apple Store) компании Apple, заменив по розничной торговле ушедшую Анжелу Арендс. После того, как Дейдра была назначена на пост старшего вице-президента по розничной торговле Apple, она получила грантовые акции компании на сумму около 8 миллионов долларов.
С февраля 2023 года она стала старшим вице-президентом по ретейлу, передав свои обязанности по управлению персоналом Кэрол Сёрфэс, — занявшую должность главного директора по работе с персоналом (CPO).
Но в середине октября 2024 года агентство Bloomberg сообщило, что HR-директор Кэрол Сёрфэс покидает компанию Apple, а её обязанности по управлению персоналом вновь вернутся к Дейдре О’Брайен.